# Frans Vormordsen
Frans Vormordsen, född 1491 i Amsterdam, död den 19 november 1551, var en dansk reformator och superintendent i Lunds stift 1537–1551.
Frans Vormordsen föddes i Holland, troligtvis i Amsterdam. Som munk vid Karmeliterklostret i Helsingör flyttade han 1519 till Köpenhamn för att bli lärare. Han deltog, med visst besvär, i arbetet med att översätta bibeln till danska. Efter en konflikt med kanikerkollegiet i Köpenhamn begav han sig till Malmö, där reformationen kommit längre. Ärkebiskop Aage Jepsen Sparre trodde att han var mindre radikal än reformatorerna Claus Mortensen och Hans Olufsen Spandemager, så han fick tillåtelse att predika i Malmö. Snart kallades han inte längre munk utan predikant, och han blev även lärare vid det nyinrättade läroverket. 
Efter Fredrik I:s död förvärrades konflikten mellan katoliker och protestanter till fullt inbördeskrig, den så kallade Grevefejden, under två år. Vid krigets slut 1536 hade reformationens anhängare segrat. Ärkebiskopen Torben Bille sattes i fängelse, medan Frans Vormordsen utsågs till superintendent i Lunds stift. 1537 gav han ut "den lilla katekesen", och 1539 en utförlig gudstjänsthandbok. En av de många svårigheter han ställdes inför var att förmå allmogen att avlöna präster och klockare. Han reste runt i stiftet och förhandlade fram avtal mellan präster och sockenföreträdare. Efterhand lyckades han alltmer åstadkomma förbättrade kyrkliga förhållanden, även om han länge mötte stort motstånd från medlemmarna av domkapitlet i Lund. Han dog 1551 och begravdes i Lunds domkyrka. 